# 295 هـ
295 هـ هي سنة في التقويم الهجري امتدت مقابلةً في التقويم الميلادي بين سنتي 907 و908.

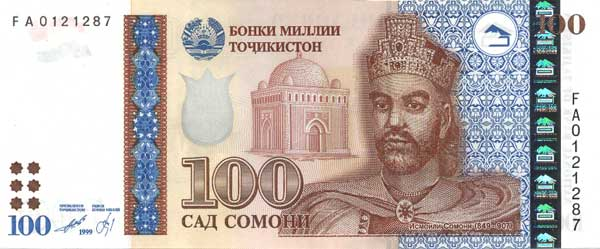
إسماعيل الساماني

## مواليد
- أبو إسحاق إبراهيم المتقي لله
- أبو الفضل جعفر المقتدر بالله

## وفيات
- إبراهيم بن معقل
- إسماعيل الساماني
- عيسى بن مسكين
- أبو أحمد علي المكتفي بالله

- أبو الحسين النوري.